# Ex Libris (dodatek Życia Warszawy)
Ex Libris. The Polish and East European Review of Books – dodatek literacki „Życia Warszawy” ukazujący się w latach 90. XX w. (1990–1996).
Założeniem redakcji była prezentacja rynku wydawniczego w Polsce i krajach sąsiednich. Pismo zajmowało się szeroko rozumianą tematyką kulturalną, podejmowało zagadnienia filozoficzne, religijne i historyczne, poruszało tematy związane z polityką, nauką i sztuką.
Jego redaktorem naczelnym była Beata Chmiel. W latach 1992–1996 z pismem związana była Kinga Dunin, która publikowała liczne eseje (m.in. „Literatura polska czy literatura w Polsce” w numerze 48 z 1994, który rozpoczął dyskusję z udziałem Dariusza Gawina, Jerzego Sosnowskiego, Henryka Daski i Włodzimierza Odojewskiego) i recenzje, prowadziła też rubrykę „Noty knoty”. Członkami redakcji byli także m.in. Monika Agopsowicz, Marek Łaziński i Małgorzata Otrębska, w kolejnych latach również Agnieszka Kazimierczuk, Hanna Macierewicz, Andrzej Rostocki, Beata Stasińska.

## Historia
Poprzednikiem „Ex Librisu” było pismo „Obieg bez Cenzury", które ukazywało się od października 1989 do marca 1990. Pierwszy numer próbny pisma ukazał się w maju 1990, kolejne – latem 1990, pierwszy numer właściwy – w październiku 1990. „Ex Libris” ukazywał się jako comiesięczny dodatek do „Życia Warszawy”, a nadto w latach 1990–1991 jako dodatek do „Czasu Krakowskiego”, a następnie „Głosu Wielkopolskiego”. Był też dystrybuowany bezpłatnie w księgarniach. Od 1993 był wydawany jako dwutygodnik. Jego nakład wynosił początkowo 250 tys. egzemplarzy. Finansowany był przez Fundację Inicjatyw Międzynarodowych, Instytut Literacki w Paryżu, Instytut na Rzecz Demokracji w Europie Wschodniej (IDEE) oraz Ministerstwo Kultury i Sztuki.
Setny i ostatni zarazem numer ukazał się z datą 14 listopada 1996, zawierał przegląd najważniejszych artykułów z historii pisma. Wydawanie pisma zawieszono z przyczyn finansowych. Następnie do 2000 ukazywała się wersja internetowa (exlibris.pol.pl), wydawca ubiegał się jeszcze w 1998 o dotację ministerialną.
Redakcja pisma otrzymała nagrodę „Puls roku 1993” przyznawaną przez pismo Puls. W ankiecie kwartalnika Dykcja (nr 5/1997) „Dekada 1986-1996 w literaturze polskiej” za jedno z ważniejszych pism tego okresu uznał „Ex Libris” Jarosław Klejnocki.